# Amtsgericht Langen (Hessen)
Das Amtsgericht Langen (Hessen) (AG Langen (Hessen)) ist ein Gericht der ordentlichen Gerichtsbarkeit in Langen im Landkreis Offenbach. Von 1821 bis 1879 Landgericht Langen.

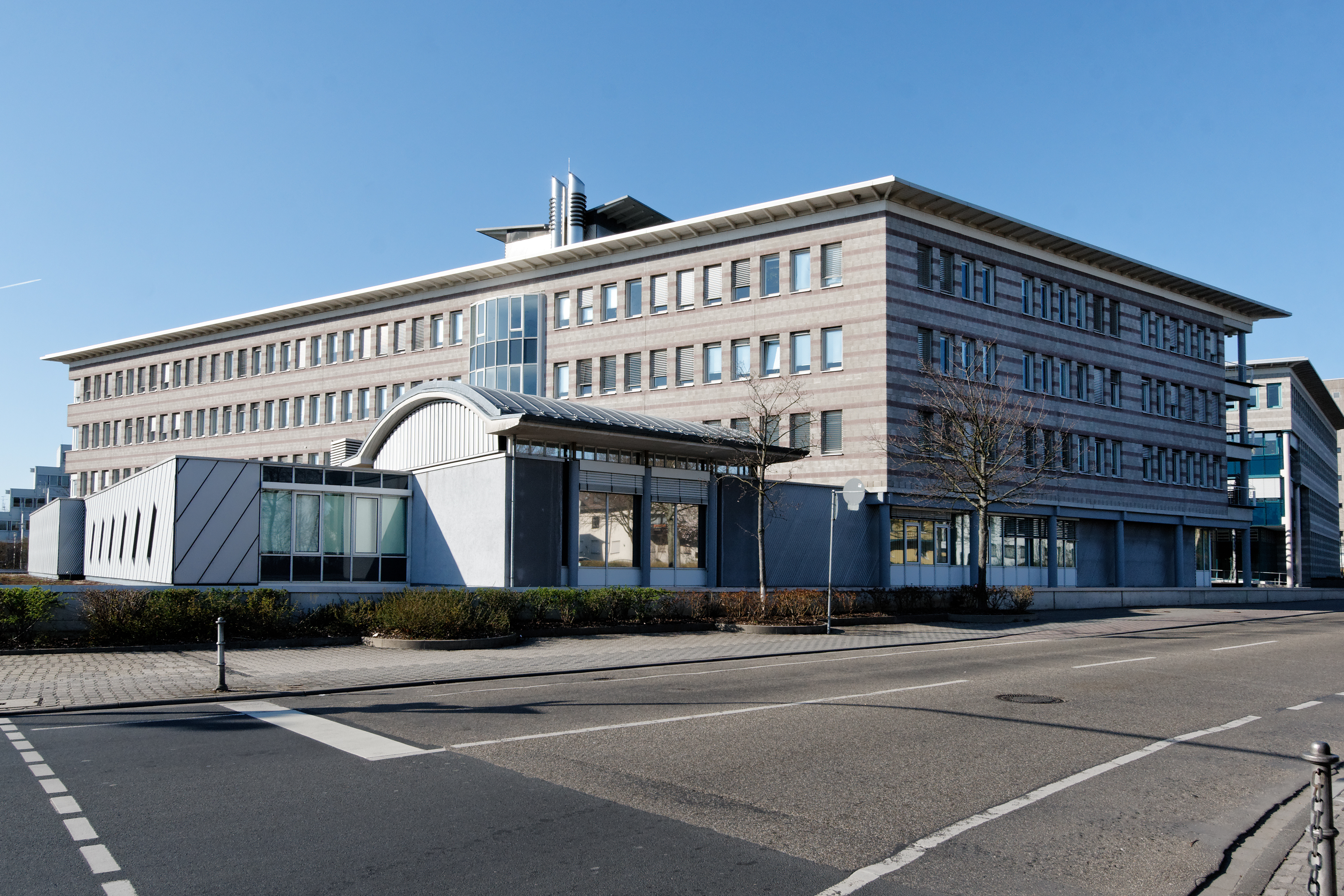
Amtsgericht Langen

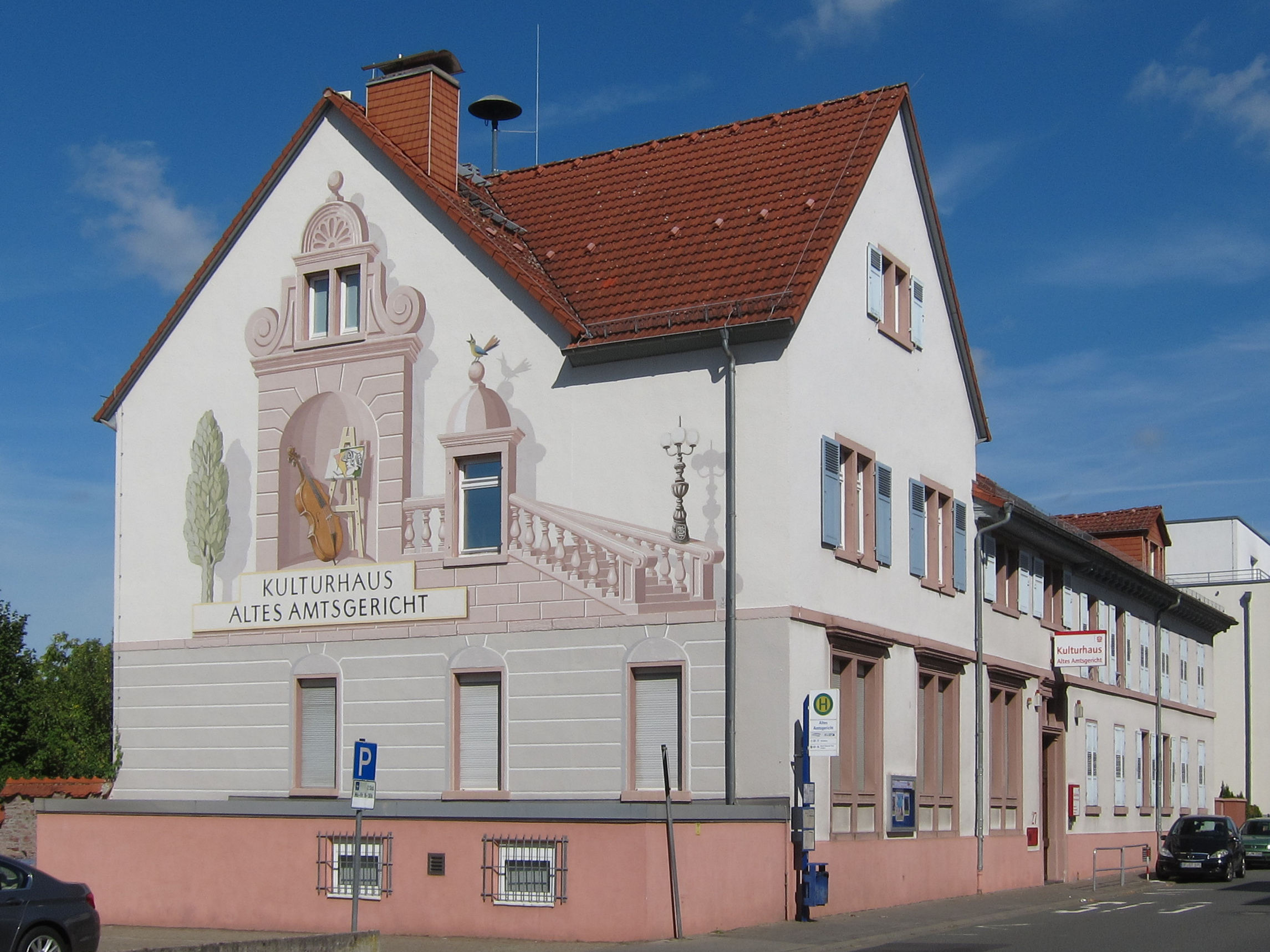
Altes Amtsgericht Langen

## Gerichtsbezirk

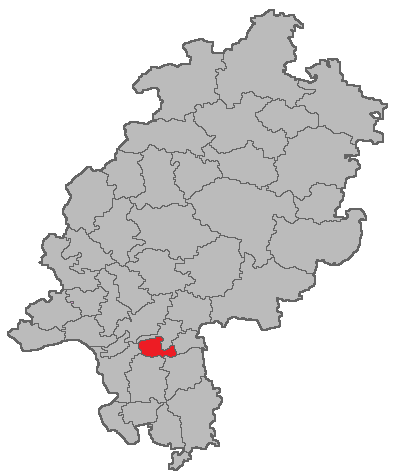
Lage des Amtsgerichtsbezirks Langen in Hessen

Der Gerichtsbezirk des Amtsgerichts Langen (Hessen) umfasst die Städte und Gemeinden Dreieich, mit den Stadtteilen Sprendlingen, Dreieichenhain, Offenthal, Götzenhain und Buchschlag; Egelsbach; Langen und Rödermark, mit den Stadtteilen Ober-Roden und Urberach. Alle liegen im Landkreis Offenbach.

## Gerichtssitz
Der Sitz des Gerichtes ist in Langen (Hessen) in der Zimmerstraße 29. Das Amtsgericht befindet sich seit 1991 im Langener Behördenzentrum neben Finanzamt und Rathaus. Das frühere Gerichtsgebäude in der Darmstädter Straße 27 ist seit 1993 ein Kulturhaus mit Stadtarchiv, Musikschule und Volkshochschule.

## Übergeordnete Gerichte
Dem AG Langen (Hessen) übergeordnet ist das Landgericht Darmstadt. Im weiteren Instanzenzug sind das Oberlandesgericht Frankfurt am Main sowie der Bundesgerichtshof übergeordnet.

## Geschichte
In der Landgrafschaft Hessen-Darmstadt wurde mit Ausführungsverordnung vom 9. Dezember 1803 das Gerichtswesen neu organisiert. Für das Fürstentum Starkenburg wurde das Hofgericht Darmstadt als Gericht der zweiten Instanz eingerichtet. Die Rechtsprechung der ersten Instanz wurde durch die Ämter bzw. Standesherren vorgenommen. Das Hofgericht war für normale bürgerliche Streitsachen Gericht der zweiten Instanz, für standesherrliche Familienrechtssachen und Kriminalfälle der ersten Instanz. Übergeordnet war das Oberappellationsgericht Darmstadt.
Mit der Gründung des Großherzogtums Hessen 1806 wurde diese Funktion beibehalten, während die Aufgaben der ersten Instanz 1821 im Rahmen der Trennung von Rechtsprechung und Verwaltung auf die neu geschaffenen Landgerichte übergingen. „Landgericht Langen“ war daher von 1821 bis 1879 die Bezeichnung für das erstinstanzliche Gericht in Langen.
Das Deutsche Gerichtsverfassungsgesetz von 1877 führte zu einer einheitlichen Gerichtsorganisation im ganzen Reich. Das „Hofgericht Darmstadt“ wurde 1879 zugunsten des neu geschaffenen „Landgerichts Darmstadt“ aufgelöst und zur übergeordneten zweiten Instanz im Bereich der Provinz Starkenburg. Auch die (alten) Landgerichte erster Instanz wurden aufgelöst und funktional durch Amtsgerichte ersetzt.

## Sonstiges
Das Amtsgericht Langen ist zu besonderer Bekanntheit gelangt durch mehrere Urteile zu sogenannten Internet-Abofallen, wobei das AG Langen meist zu Gunsten der Abofallen-Betreiber geurteilt hatte.
Da diese Urteile teilweise im Widerspruch zu Entscheidungen anderer deutscher Gerichte in vergleichbaren Fällen stehen, wurde das Amtsgericht Langen für diese Rechtsprechung in der Fachwelt sehr kritisiert.
Betreiber von Internet-Abofallen waren wegen dieser für sie günstigen Rechtsprechung dann dazu übergegangen, jeweils eine Kopie eines solchen Urteils des AG Langen ihren an die Bürger verschickten Mahnungen beizulegen, um diese damit zu verunsichern und sie so zur Zahlung ihrer an sich unberechtigten Forderung zu bewegen. Dies führte zu einer Flut telefonischer Anfragen betroffener Bürger aus dem ganzen Bundesgebiet beim Amtsgericht Langen. Das Amtsgericht Langen sah sich dadurch veranlasst, auf seiner Homepage eigens einen besonderen Hinweis mit folgendem Wortlaut zu platzieren: Aufgrund zahlreicher telefonischer und schriftlicher Anfragen weisen wir auf folgendes hin: Unter dem Aktenzeichen 58 C 6/10 ist am 14.06.2010 ein Urteil in einem Zivilprozess ergangen. Dieses Urteil entfaltet eine Rechtswirkung nur zwischen den Parteien dieses Rechtsstreits. Eine Rechtsberatung oder weitere Informationen über die Berechtigung angeblicher Forderungen Ihnen gegenüber, kann durch das Amtsgericht Langen nicht erteilt werden.
Da es im Landkreis Offenbach mit dem Amtsgericht Offenbach, dem Amtsgericht Seligenstadt und dem Amtsgericht Langen insgesamt drei Amtsgerichte gibt, was im bundesweiten Vergleich für einen Landkreis viel ist, gibt es Gerüchte um Pläne der Hessischen Landesregierung, das Amtsgericht Langen mittelfristig aufzulösen.
Direktor des AG Langen ist derzeit Volker Horn. Dieser ist gleichzeitig Vorsitzender vom CDU-Ortsverband Froschhausen und CDU-Abgeordneter im Kreistag vom Landkreis Offenbach. Ebenso trat er bei der Landtagswahl in Hessen 2008 als Vertreter des CDU-Direktkandidaten Frank Lortz im Wahlkreis Offenbach Land III an.
Das Amtsgericht Langen in Hessen liegt rund 15 km südlich von Frankfurt am Main und wird wegen der Namensgleichheit oftmals mit dem Amtsgericht Langen in Niedersachsen verwechselt.

## Richter
- Carl Wirth, Landrichter 1856–1865
- Franz Friedrich Königer, Landrichter 1871–1874